# Méthode des nœuds
 (décembre 2011).
Si vous disposez d'ouvrages ou d'articles de référence ou si vous connaissez des sites web de qualité traitant du thème abordé ici, merci de compléter l'article en donnant les références utiles à sa vérifiabilité et en les liant à la section « Notes et références ».

Dans un nœud, la somme des courants entrants égale la somme des courants sortants.

La méthode des nœuds est la mise en pratique d'une des lois de Kirchhoff : la loi des nœuds.
Il s'agit de poser un système d'équations où les  inconnues principales seront des intensités (éventuellement, certaines tensions peuvent être également inconnues).
Pour cela, on considère chaque nœud et l'on effectue une sommation - c'est-à-dire que l'on  ajoute  les intensités des courants arrivant à ce nœud. Cette opération est symbolisée par un symbole somme Σ (sigma).
{\displaystyle \sum \varepsilon _{n}i_{n}=0}    avec {{\displaystyle \varepsilon _{n}=} +1 si {\displaystyle i_{n}} arrive au nœud ; {\displaystyle \varepsilon _{n}}{\displaystyle =} -1 si {\displaystyle i_{n}} repart du nœud.}
D'après cette loi, cette somme est nulle. Il ne faut donc pas oublier de donner un signe aux intensités (sens des flèches) selon que le courant « rentre » ou « sort » du nœud.

## Méthode
1. Identifier les différents nœuds du circuit. Il peut être utile de redessiner le circuit en "écartelant un nœud" c'est-à-dire en changeant sa représentation : un nœud en croix en forme de "x" peut ainsi prendre la forme d'une herse distribuant quatre mailles parallèles.
2. Assigner à chaque nœud une tension (sous la forme d'inconnue lorsqu'elle n'est pas précisée dans l'énoncé du problème)
3. Choisir le nœud principal. Il est recommandé de choisir le nœud le plus "emmêlé".